# Campeonato de Francia de Rugby 15 1950-51
El Campeonato de Francia de Rugby 15 1950-51 fue la 52.ª edición del Campeonato francés de rugby.
El campeón del torneo fue el equipo de US Carmaux quienes obtuvieron su primer campeonato.

## Desarrollo

### Segunda Fase
| - Lourdes - Bergerac - Brive - Toulon - Toulouse - Périgueux | - Lyon OU - Pau - Castres - Carmaux - Bègles - Racing |

| - Agen - Montauban - Cognac - Perpignan - Biarritz - Mont-de-Marsan | - Stadoceste - Vienne - Romans - Montferrand - Limoges - Angoulême |

### Cuartos de final
| 1951 | Carmaux | 5 - 0 | Agen |  |  |

| 1951 | Montferrand | 5 - 0 | Lourdes |  |  |

| 1951 | Stadoceste | 6 - 3 | Toulon |  |  |

| 1951 | Perpignan | 5 - 0 | Lyon OU |  |  |

### Semifinal
| 1951 | Carmaux | 16 - 9 | Montferrand |  |  |

| 1951 | Stadoceste | 15 - 0 | Perpignan |  |  |

### Final
| 20 de mayo de 1951 | US Carmaux | 14 - 12 | Stadoceste | Stade de Toulouse, Toulouse |  |
|                    |            | Reporte |            |                             |  |

| Bandera de Francia |
| Campeón US Carmaux |
| Primer título      |